# Дивный новый мир (альбом)
Дивный новый мир — четвертий студійний альбом російського гурту Louna, представлений 9 грудня 2016 року.

## Про альбом
Назву альбому гурт запозичив із антиутопії Олдоса Гакслі: на думку музикантів, тематика пісень альбому перекликається із цим романом. Запис платівки відбувся із допомогою краудфандинг-акції, в ході якої вдалось зібрати вдічі більше коштів ніж було заплановано. Залишок коштів гурт витратив на зйомки музичного відео на композицію «Обычный человек», реліз якого відбувся 7 грудня.
Альбом складається із 12 пісень, композицію «Весна» було записано спільно із вокалістом гурту «Порнофильмы» Володимиром Котляровим. Обкладинку альбому, а також буклет із ілюстраціями до кожної пісні, створив художник Андрій Уваров.

## Список композицій
| #     | Назва                 | Тривалість |
| ----- | --------------------- | ---------- |
| 1.    | «Громче и злей!»      | 4:36       |
| 2.    | «Весна»               | 4:32       |
| 3.    | «Пропаганда»          | 4:54       |
| 4.    | «За гранью»           | 3:53       |
| 5.    | «Родина»              | 3:37       |
| 6.    | «Сердца из стали»     | 5:05       |
| 7.    | «Больше ада»          | 4:41       |
| 8.    | «Обычный человек»     | 4:48       |
| 9.    | «Суперхит»            | 4:27       |
| 10.   | «Тонкая красная нить» | 3:53       |
| 11.   | «Те, кто в танке»     | 5:59       |
| 12.   | «Дивный новый мир»    | 5:05       |
| 55:30 |                       |            |